# Bidjabidjan
Bidjabidjan – miasto w północno-wschodniej Gwinei Równikowej, w prowincji Kié-Ntem, przy granicy z Kamerunem. W spisie ludności z 4 lipca 2001 roku liczyło 5167 mieszkańców.